# Appuna kyrka
Appuna kyrka är en kyrkobyggnad i Appuna i Linköpings stift. Den är församlingskyrka i Väderstads församling i Linköpings stift.

## Kyrkobyggnaden
Den första kända kyrkan i Appuna byggdes på 1100-talet av kalksten. De hade ett rektangulärt långhus och ett smalt kor med absid. Den var dekorerad med rundbågefris och lisener. På 1200-talet byggdes ett torn i västra delen av kyrkan. Kyrkorummet välvdes på 1400-talet och kalkmålningar utfördes på kalken av Mäster Amund. En ny predikstol skänktes till kyrkan 1653 av Johan Walter, Lunna säteri, och 1660 fick kyrkan en dopfunt som var tillverkad av Michael Hacke, Skänninge. Under 1700-talet var kyrkan i så dåligt skicka att tornet och absiden revs. Då förlängdes också koret åt öster. Kyrkan hade omkring 1760 en längd på 22 meter och en bred på 8,5 meter. Klockorna till kyrkan hängde i en trästapel (även när tornet fanns). 1707 byggdes en ny klockstapel till klockorna. År 1885 nedtecknad valvets målningar av C. T. Lindberg. Samma år skänktes en del föremål från kyrkan till Historiska museet, Stockholm. Den medeltida kyrkan revs 1886.
Genom ett par akvareller som finns i Appuna kyrkas sakristia kan man få en mycket bra uppfattning om hur den gamla romanska kyrkan från 1100-talet såg ut såväl till det yttre som till det inre. Bilden av interiören visar koret med altarskåpet samt predikstolen. Kyrkan var enligt 1700-talsmodet dekorerad med draperimålningar.

### Den nya kyrkan
Ritningar till en ny kyrka föreslogs 1874 av Överintendentsämbetet. Församlingen tyckte att den föreslagna kyrka kostade för mycket och var för stor. Församlingen utsåg istället en person som skulle göra en ny ritning. Man önskade även att kyrkan skulle ha plats för max 300 personer och att den inte skulle vara korsformad eller kupolformad. Ritningsförslaget på en ny kyrka skickade till Stockholm och 1877 skickade Överintendentsämbetet tillbaka en ny ritning, som ungefär liknade dagens kyrka.
Den nya kyrkan uppfördes 1886–1887 av byggmästare P. J. Pettersson, Skövde, på en höjd och är i nyromansk stil med ett högt torn i väster försett med en spetsig spira och ett långhus som avslutas med ett tresidigt korutsprång. Vid norrsidan byggdes sakristian.
Kyrkan invigdes den 2 oktober 1887 av biskop Carl Alfred Cornelius. År 1898 gjordes kyrkans kor i ordning då valven och väggarna målades av Ludvig Frid, Skede socken. Man fick samma år en altartavla som var utförd av Ludvig Frid. Glasmålningarna i koret tillkom 1910. År 1920 målades bänkarna i grått och vitt om till ekimitation. Mellan 1930 och 1939 föreslogs en restaurering av Sven Torgersruud, Linköping. Målningarna i koret förbättrades 1935. Mellan 1940 och 1944 restaurerade man interiören i kyrkan. År 1948 installerades en oljedriven varmluftspanna.
År 1952 gav arkitekt Kurt von Schmalensee från Norrköping ett förslag på en restaurering av kyrkan. Förslaget innebar att man skulle byta ut predikstolen mot den gamla från 1600-talet och att ta bort valvmålningarna. Restaureringen sköts upp och först 1965, efter att man hade ändrat åsikt om 1800-talets konst, genomförde man ett reviderat åtgärdsförslag.
Åren 1993–1995 renoverades kyrkan av byggnadsingenjör Ture Jangvik från Linköping. Då byggdes en toalett i kyrkans nordvästra hörn och takfallens kopparplåten på taket byttes ut mot ny kopparplåt. Delar av långhuset och koret fick nytt furugolv. Konservatorer på Östergötlands länsmuseum rengjorde också målningarna i kyrkan. 1995 gjordes också arkeologiska undersökningar i kyrkan då en ledning skulle dras. År 1997 byttes sakristians papptak ut mot ett galvaniserat plåttak.

#### Sakristian
Taket och väggarna i sakristian är putsade och vitmålade. Golvet är tillverkat av furu. I sakristian finns ett skåp där textilier förvaras.

## Inventarier

### Interiör
- Långhusets inre täcks av kryssvalv och polygonvalv i koret. Kyrkomålaren Ludvig Frid från Skede socken i Småland dekorerade 1889 koret med färgrika bibliska motiv. Han utförde även altartavlan föreställande: Kristus på korset med en sörjande kvinna som troligtvis är Maria från Magdala. Den är målad av Ludvig Frid 1898.
- Valvbågen i kyrkans kor står inskriften: "HURU HELIGT ÄR ICKE DETTA RUM. HÄR ÄR HIMMELENS PORT". Freskomålningarna. De finns i koret och föreställer från vänster Moses och till höger Paulus. Längst upp i korets tak ser man fem motiv från vänster till höger: Tio guds bud, Kristi födelse, Helige andes utgjutande, Uppståndelsen och ett svärd. Längst ner i koret ser man en panel målad med monokromteknik. Den föreställer från vänster till höger: Jesu intåg i Jerusalem och Via dolorosa. Detta kommer efter en idé av den danske konstnären Bertel Thorvaldsen. Alla dessa målningar är målade av Ludvig Frid 1898.
- Korets glasmålningar med evangelistbilder på Matteus, Johannes, Markus och Lukas utfördes 1910 av Konstglas i Stockholm.
- Predikstolen härrör från byggnadstiden, liksom  bänkinredningen och orgelläktaren.
- De rektangulära nummertavlorna från 1880-talet är målade i rött och grönt och har förgyllning.
- Maria med barnet. Skulptur utförd av konstnären Eva Spångberg.
- Brudkrona i förgyllt silver tillverkad 1842 av Johan Peter Hollman, Skänninge. Brudkronans fodral i koppar är från 1700-talet.[3]
- Kista i ek med bomärke och välvt lock. Står i Tornkammaren.
- Två kollekthåvar. Den ena är från 1767 av svart sammet med knypplad silvertråd. Den andra från 1941 av röd sammet.[3]
- Mässingslampetter i oval form från 1600-talet. De har mycket driven och punsad dekor med former av blommor och blad. Nederst på lampetterna visas en lejonmask.[3]
- Röllakansmatta från 1947. Den är vävd av Olga Olsson, Svanshals.[3]
- Nummertavla på skaft med fot. Står i tornkammaren.
- Kristusskulptur från 1200-talet. Står i Tornkammaren.
- Triumfkrucifix från 1300-talet.
- Ljuskrona i trä med sex armar. Står i tornkammaren.
- Huvudporten till kyrkan med beslag i smidesjärn från 1200-talet. Förvaras på Statens Historiska museum.[3]
- Rökelsekar av bron från 1200-talet. Förvaras på statens historiska museum.[3]
- Madonnabild i lind från 1200-talet. Förvaras på statens historiska museum.[3]
- Madonnabild i ek från mitten av 1400-talet. Tillverkad av en mästare från Östergötland. Förvaras på statens historiska museum.[3]
- Skulptur av Johannes döparen i ek från 1400-talet. Tillverkad av en mästare från Östergötland. Förvaras på statens historiska museum.[3]
- Ryggsköld till korkåpa från 1600-talet. Har broderier i guld och silke. Är tillverkad i Polen och är ett krigsutbyte. Förvaras på statens historiska museum.[3]
- Skulptur av S:t Anna och Jungfru Maria i ek från slutet av 1400-talet. Är tillverkad av en mästare från Östergötland. Förvaras på statens historiska museum.[3]
- Altarskåp från senare delen av 1400-talet. De fyra målade scenerna på utsidan ur heliga Birgittas liv antas ha målats av en munk från Vadstena. Inuti själva altarskåpet ser man Kristus på korset som bredvid sig har Jungfru Maria och Johannes. Man ser även de tolv apostlarna samt den heliga Birgitta och Johannes Döparen.[2][3] Förvaras på statens historiska museum.[3]
- Antependier, 7 st. Den äldsta är från 1857 i röd sammet och vit spets.
- Mässhakar, 5 st. Den äldsta är från 1822 i svart sammet med silvergaloner.
- Vas i silver från 1958. Den skänktes av familjen Asp.
- Fyra vaser i silver från 1959/1960.
- Två vaser i tenn från 1937.

### Ljusredskap
- Två stycken ljusstakar i malm med tre ljushållare. De är från senmedeltiden.
- Ljushållare som är medeltida. Står i tornkammaren.
- Två stycken ljusstakar i tenn med spiralvridet skaft. De är 1600-talet med inskrift Samuel Pettersson Hult, Norrköping 1679-95.
- Fyra stycken ljusstakar. De är kopior av ljusstakarna från 1600-talet.
- Fyra stycken ljusstakar som är förgyllda. De är från 1962.
- Ljusstake från 1900-talet. Tillverkad på Skultuna bruk.
- Ljuskrona i malm från 1887.[3]
- Ljuskrona i malm från 1600-talet. Den har s-formade ljusarmar, blomkalkformade droppbrickor och liten bottenkula.[3]

### Klockor
- Primklocka i malm från 1200-talet. Den är troligtvis Sveriges äldsta och förvaras på Statens Historiska Museum. Har inskriften: | ” | "Laurentius lät göra mig" | „ |.[3]

- Storklockan lagades 1677 av en smed. 1693 lagades klockan av Anders Abelsson, Motala.[4] Den omgöts 14 juli 1753 av Magnus Hultman, Norrköping. Klockan var tidigare placerad i en klockstapel. Den har inskriften: | ” | Åhr efter wår frelsares nåderika födelse 1753 den 14 july under vår regernade konung Adolp Fredricks lycksamma regering blev Apunna församlings klåcka omgiuten med kyrkans och församlingens bistånd hvarom tåvarande kyrkoherde CHRISTERH S. FOOLIN hoos MAGNUS HULTMAN i Norrkiöping föranstaltat. | „ |

- Lillklockan är omgjuten 1773 eller 1778 i Linköping av Johan Åman. Klockan var tidigare placerad i en klockstapel. Den har inskriften: | ” | Då kong GUSTAV III förde Svenska spiran Grefe REINSTIERNA var Östgöta landshöfting och doct. PETER FILENIUS var Linköpings stifts biskop är tenna lillklåcka uti aptuna genom kyrkoherde MAGR. DANGREWILL anstaltning omgiuten uti Linjöping åhr 1773 af JOHAN ÅHMAN. | „ |

### Tavlor
- Tavla föreställande Marie bebådelse från 1600-talet. Den har suttit till höger på det medeltida altarskåpet.[3]
- Tavla föreställande tre motiv: den yttersta domen, den Helige Andes utgjutande över apostlarna samt symboler för Tron, Hoppet och Kärleken. Den satt till vänster på det medeltida altarskåpet.
- Tavla på gamla kyrkans exteriör, målad av prosten Henning Magnell.[3]
- Målning på den medeltida kyrkans interiör. Målad 1885 av Eric Löfström.[3]
- Tavla på tidigare inventarier som nu finns på Statens Historiska museum i Stockholm.
- Tavla på Gustav III tal från 1771.
- Tavla på Gustav III tal från 1772.

### Dopfunt och tillbehör
- Dopskål i mässing från 1600-talet.[3]
- Dopskål i silver från 1963. Den har inskriften: "Låten barnen komma till mig".[3]
- Dopfunten av röd kalksten är tillverkad 1660 av Michael Hacke, Skänninge.[3]
- Dopaltare i trä från 1600-talet. Tillhörde den medeltida kyrkan. Evangelisterna Matteus, Markus och Lukas finns avbildade.[3]
- Dopfuntsskaft i kalksten från medeltiden.[3]
- Dopfunt av kalksten från 1200-talet Tillverkad i Östergötland och förvaras på Statens Historiska Museum.[3]

### Begravningsvapen och epitafium
- Begravningsvapen över Johan Walter 1659. Inskrift: JOHAN WALTER AN. 1659.[2]
- Epitafium över makarna Walter i Lunna från 1660. Bilden föreställer Jesus Kristus och  världsalltet. I mittens ser man uppståndelsen och längst ner ett porträtt på makarna. Den har inskriften: Hu Güd till ära och . . . til ämindelse bekost. Anno 1660.[3]

#### Gravstenar
- Gravsten över Johan Walter. Den ligger i vapenhuset. Den har inskriften: Hær under ligger begrawen den Edle oc Manhaftig Herr Johan Walter til Lunna, fordom Hans Kongl. Maj:ts til Swerige tro-tienare oc Captein Leutnant, hwilken afsomnade i Christo Anno 1659 d. 17 Aug.[2]

### Predikstolar
- 1653 skänkte Johan Walter en predikstol i trä till Appuna kyrka. Figurerna föreställer S:t Johannes, S:t Thomas, Kristus och S:t Petrus.[2] Den står nu i Tornkammaren. En detalj till predikstolen hänger nu i kyrkan. Den föreställer Abraham som tänker offra sonen Isak. Den har inskriften: Denna prädre stol häfver capoten lytnanten Iohan Valter i Lunda och hans k. hustru gudhi ti ähra och kyrkan til prydnat förährat anno. 1653.
- Timglas med skelett skänkt 1776 av Kronobokhållaren And. Ahlberg.
- Den nuvarande predikstolen är från 1887.[3]

### Nattvardsservis
- Kalk och oblatask i silver tillverkade 1842 av Johan Peter Hollman, Skänninge.
- Patén i förgylld silver från medeltiden.
- Vinkanna i nysilver tillverkad 1875 av Frans Holm.
- Vinkanna i tenn tillverkad 1758 av Johan Ringeltaube, Linköping.
- Sockenbudstyg, kalk och patén i silver tillverkade 1744 av Nils Dahl, Linköping.

## Orgel
- 1887 köptes en orgel med kort oktav från Heda kyrka.
- Den nuvarande mekaniska orgeln byggdes 1891 av E A Setterquist & Son i Örebro.[3][5] Orgeln drivs av en dubbelfaltad magasinsbälg med matar. Fasadpipor på fasaden är stumma.[6] Den besiktades den 20 juni 1891 av August Lagergren, Stockholm. Den invigdes dagen efter som var söndagen den 4 efter trefaldighet av samme organist.

| Huvudverk I C-f3      | Svällverk II C-f3   | Pedal C-d1                                  | Koppel    | Kombinationer |
| Borduna 16’           | Principal 8’        | Subbas 16’ (Transmitterad från Borduna 16') | I/P       |               |
| Princial 8’           | Rörflöjt 8’         | Violoncell 8’ (transmitterad från Gamba 8') | II/P      |               |
| Flûte harmonique 8’   | Salicional 8’       | Basun 16' (delvis transmitterad I)          | II/I      |               |
| Gamba 8’              | Flûte octaviante 4’ |                                             | I 4'/I    |               |
| Octava 4’             | Crescendosvällare   |                                             | II 16'/II |               |
| Qvinta 3’             |                     |                                             |           |               |
| Octava 2              |                     |                                             |           |               |
| Trumpet 16' (från c0) |                     |                                             |           |               |
| Trumpet 8'            |                     |                                             |           |               |

## Galleri

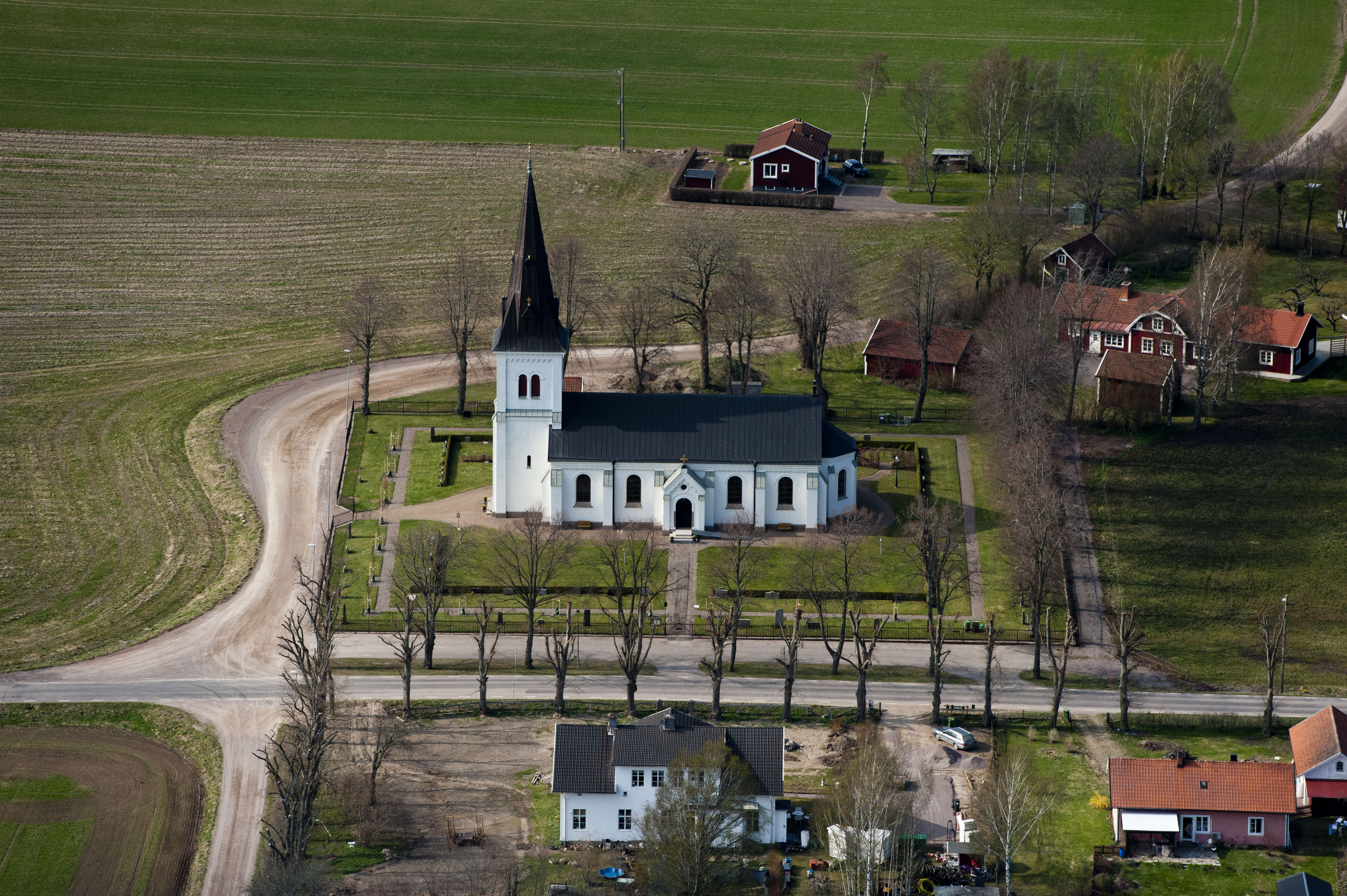
Kyrkan från ovan
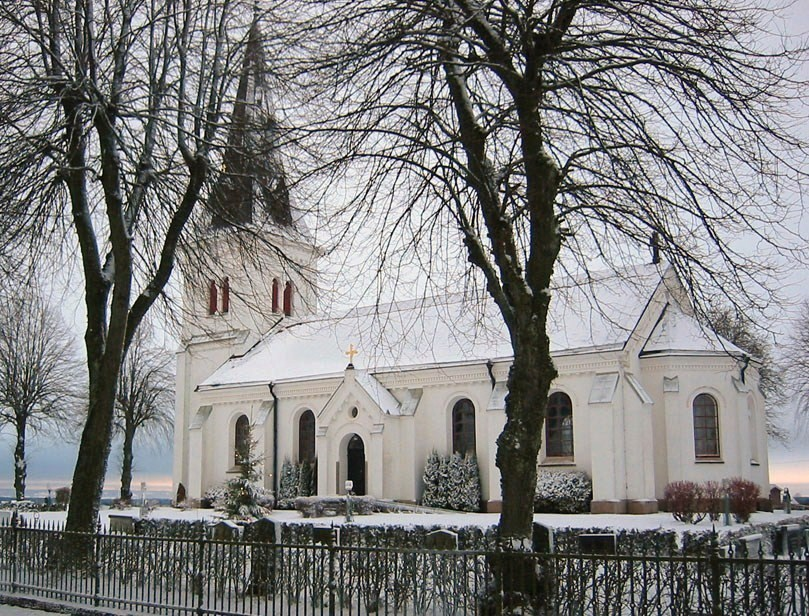
Vinterbild
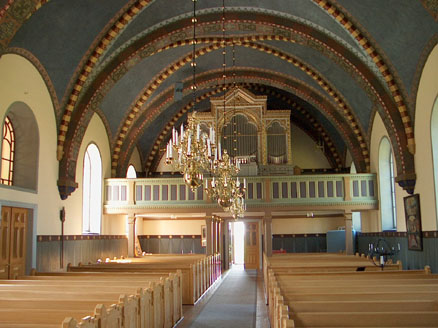
Kyrkorummet med orgelläktaren.
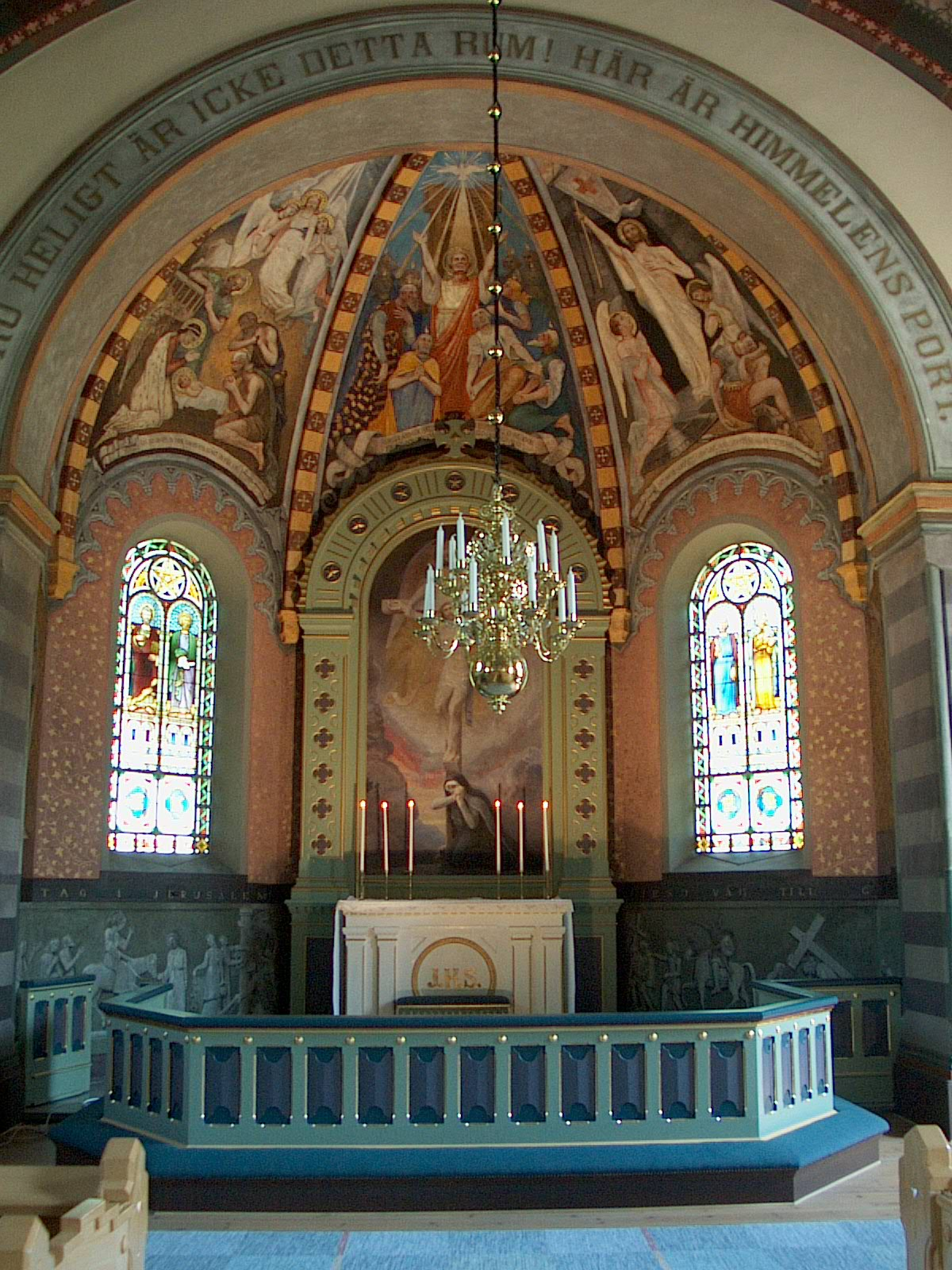
Koret
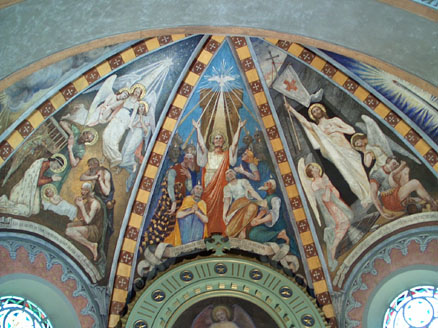
Korvalvet med Ludvig Frids målningar.
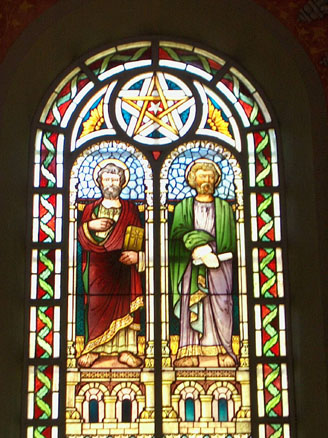
Korfönster med apostlagestalter.
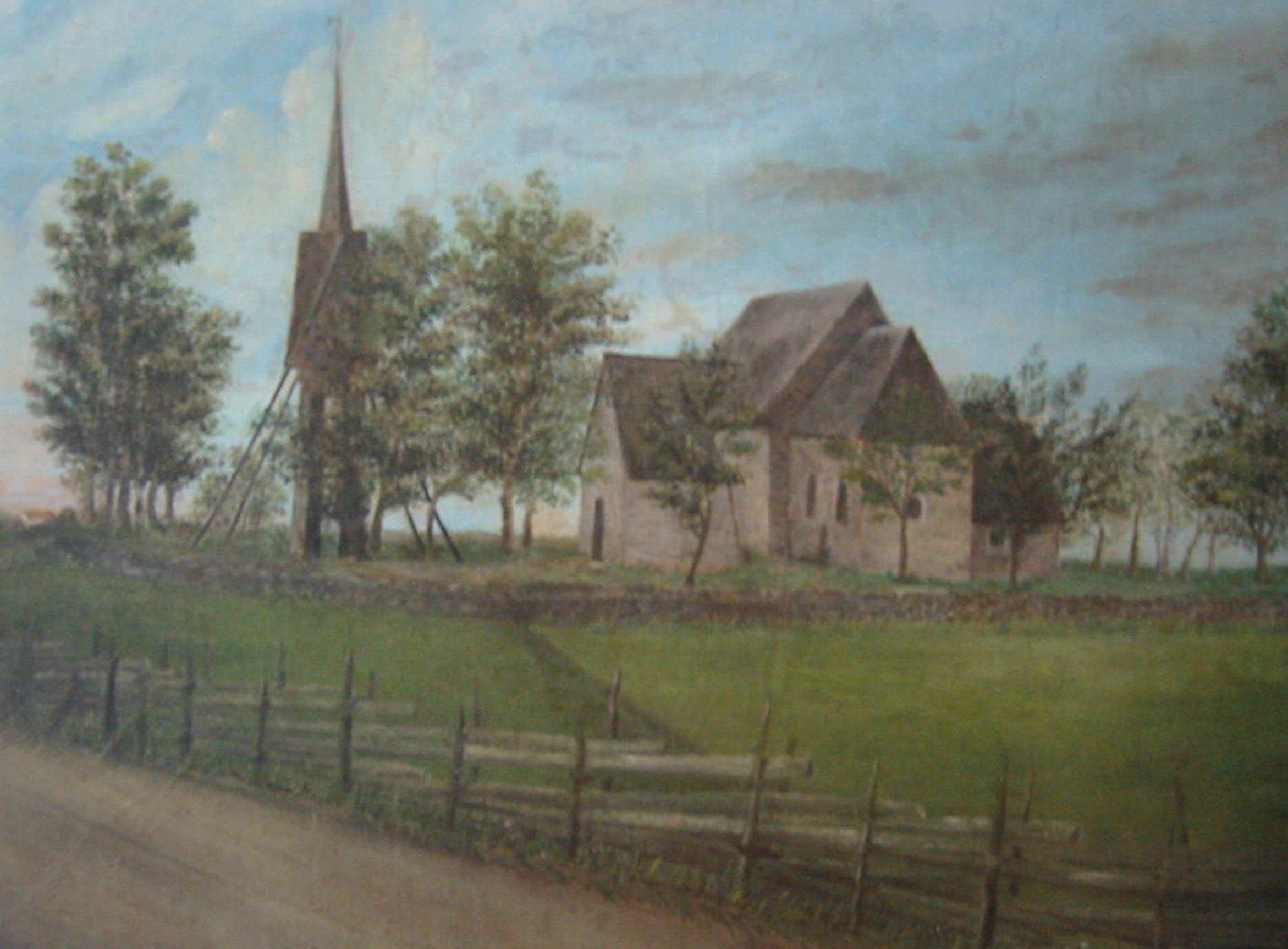
Appuna medeltidskyrka från 1100-talet.
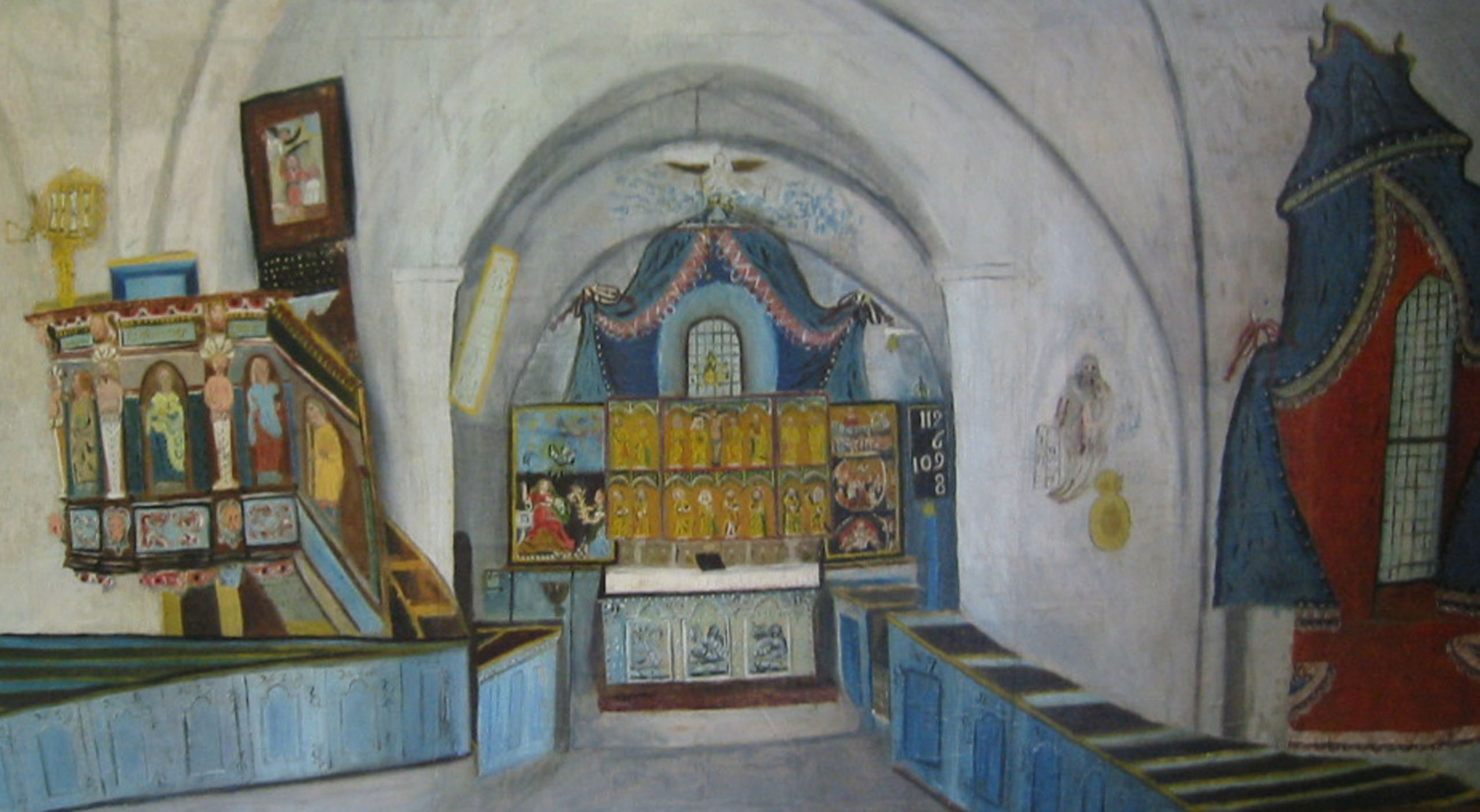
Appuna gamla kyrkas interiör.
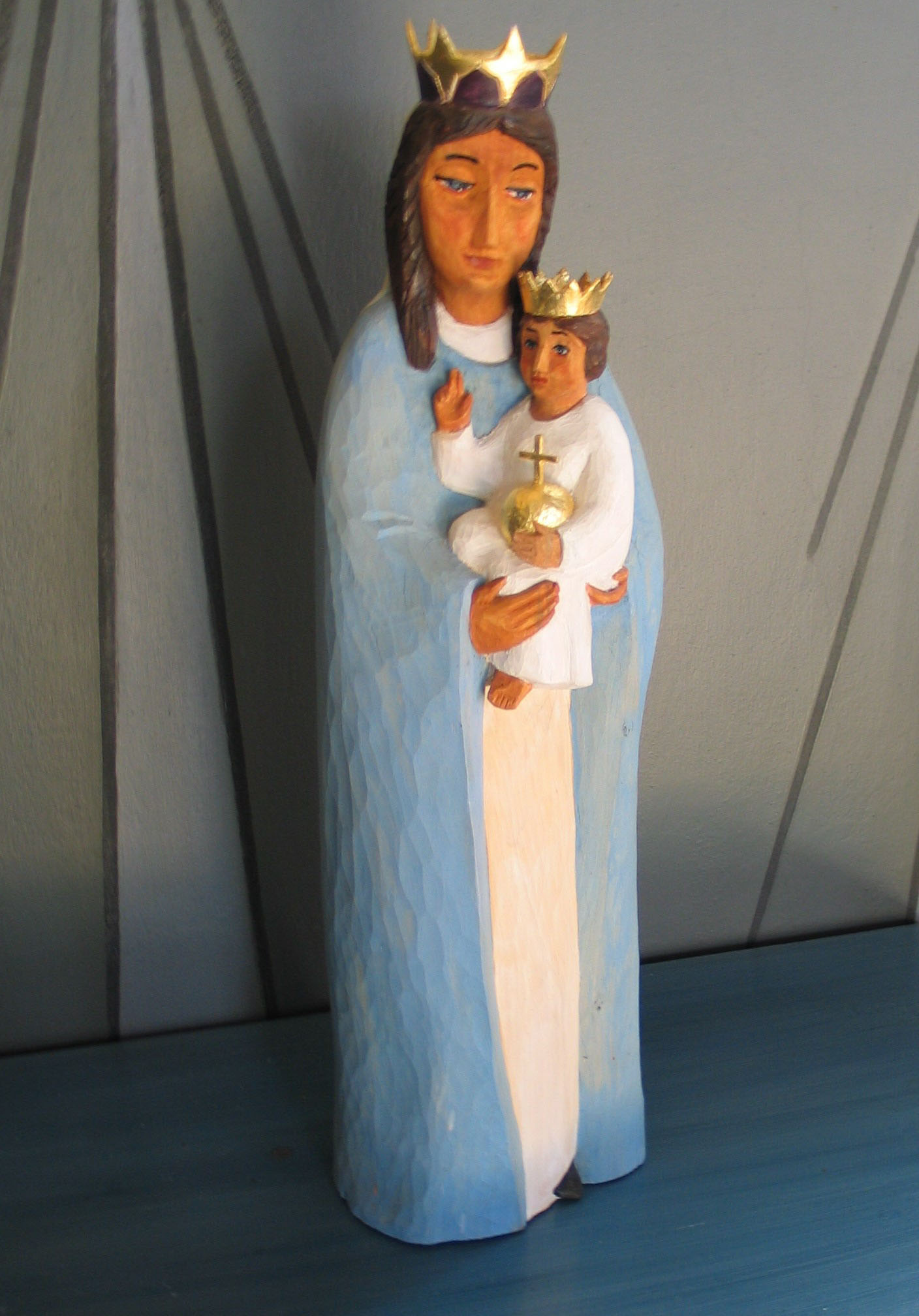
Maria med Kristusbarnet